# Vampyressa voragine
Vampyressa voragine é uma espécie de morcego da família Phyllostomidae. É conhecida somente de três localidades na Cordilheira Oriental da Colômbia.

## Taxonomia
É uma das espécies mais recentes de gênero, descrita em 2021. É similar à Vampyressa melissa, sendo diferenciada pelas medidas cranianas menores e ausência de processos clinoides.
O nome da espécie é uma referência ao romance “La Vorágine” de 1896, escrito pelo autor colombiano José Eustacio Rivera.

## Descrição
É uma das menores espécies do clado montano de Vampyressa, que inclui as espécies V. melissa e V. elisabethae, com o antebraço medindo entre 37 e 37,8 milímetros de comprimento. Os morcegos desta espécie têm um focinho curto e dois pares de faixas brancas próximo aos olhos. A pelagem do dorso é marrom amarelada e os pelos possuem um bandeamento tricolor.

## Distribuição ehabitat
Esses morcegos são conhecidos de áreas de altitudes médias e elevadas, entre 1.500 e 1.600 metros acima do nível do mar, ao longo da Cordilheira Oriental dos Andes colombianos.

## Conservação
A espécie ocorre ao longo de uma área relativamente pequena onde existem poucas Unidades de Conservação. Porém, ainda não foi avaliada pela IUCN.